# Eric Errington, 1. Baronet
Sir Eric Errington, 1. Baronet (* 17. März 1900 in Glasgow; † 3. Juni 1973 in Anglesey) war ein britischer Politiker der Conservative Party. Er gehörte von 1935 bis 1945 und von 1954 bis 1970 dem House of Commons an.

## Familie und Ausbildung
Geboren wurde Errington unter dem Namen Smith im schottischen Glasgow. Seine schulische Ausbildung erhielt er an der Mill Hill School im Londoner Stadtteil Mill Hill. Später wechselte er auf das Liverpool College. Sein Studium absolvierte er am Trinity College der Oxford University. 1923 wurde er am Inner Temple als Barrister zugelassen.
1924 heiratete Marjorie Grant Bennett. Aus der Ehe gingen drei Kinder hervor.

## Militärische und Politische Karriere
Gegen Ende des Ersten Weltkrieges trat er in die British Army ein und wurde 1918 Second Lieutenant bei den Gordon Highlanders.
Auf der politischen Bühne trat Errington zum ersten Mal bei den Unterhauswahlen 1929 auf. Er trat als Kandidat für die Conservative Party im Wahlkreis Hanley an, unterlag aber. Bei den Unterhauswahlen 1931 trat er im Wahlkreis Liverpool Scotland an und konnte sich erneut nicht durchsetzen. Er unterlag dem Kandidaten der Labour Party mit deutlichem Rückstand von 5.241 Stimmen oder 19,1 % und war damit einer von wenigen Kandidaten der Conservative Party, die bei dieser Wahl keinen Sitz im Parlament errangen. 1934 wurde er in den Stadtrat von Liverpool gewählt. Bei den Unterhauswahlen 1935 stellte ihn seine Partei als Kandidaten für den Wahlkreis Bootle aufgestellt. Diesmal konnte er sich gegen den Kandidaten der Labour Party John Kinley mit einem Vorsprung von 3.368 Stimmen oder 9,8 % durchsetzen.
Mit Beginn des Zweiten Weltkriegs meldete er sich zur Royal Air Force, wo er von 1939 bis 1945 Dienst tat und den Rang eines Wing Commander erreichte.
Bei den Unterhauswahlen 1945 verlor die Conservative Party fast 12 % an Stimmen. Im Zuge dessen unterlag auch Errington in seinem Wahlkreis. Der Sitz fiel nun seinem Herausforderer zu, gegen den er sich bei der letzten Wahl noch hatte durchsetzen können. Nach dem Verlust seines Mandats engagierte sich Errington innerhalb der Partei und übernahm 1946 einen Posten innerhalb der National Conservative Convention, den er bis 1951 innehatte. Zudem war er ab 1948 als Friedensrichter in Liverpool tätig. 1952 wurde er in den Ritterstand erhoben. Nachdem der Parlamentarier für den Wahlkreis Aldershot, Oliver Lyttelton, in den erblichen Adelsstand erhoben worden war, machte sein damit verbundener Wechsel in das House of Lords die Nachwahl in Aldershot 1954 nötig. Aus dieser ging Errington mit 60,1 % der Stimmen als deutlicher Sieger hervor. Den Sitz konnte er bis zu seinem Ruhestand im Jahr 1970 verteidigen. 1963 wurde er ihm der erbliche Adelstitel Baronet, of Ness in the County Palatine of Chester, verliehen.